# 海上保安試験研究センター
海上保安試験研究センター（かいじょうほあんしけんけんきゅうせんたー、英語 : Coast Guard Experimental Research Center）は、海上における犯罪の捜査に係る分析鑑定、航路標識、巡視船艇の装備に関する試験研究を行う海上保安庁の専門機関。

## 概要
高度経済成長に伴って深刻化した公害問題に対処するために、水質汚濁防止法や海洋汚染防止法などの法律が制定された。これを受けて海上保安庁は、工場排水や船からの重質油の排出の規制及び取り締りを行うために、それまで航路標識や巡視船艇の装備を開発及び製作していた組織に海洋汚染原因物質の分析・鑑定や水質検査等を行う部門を新設し、海上保安試験研究センターが発足した。

### 主な所掌事務
【出典】海上保安庁組織規則
1. 海上保安の業務に使用する機器や資材に関する研究及び試験並びに製作及び修理に関すること
2. 海上における犯罪の科学捜査に係る鑑定及び検査並びに研究及び試験に関すること
3. 海洋汚染状況の監視及び調査に係る海洋汚染の原因となる油などの物質の分析及び水質の検査
4. 海洋汚染の防除のために使用する薬剤及び資材の試験並びにこれらに係る研究に関すること

## 沿革
【出典】 交通政策審議会技術分科会資料 平成16年4月
- 1972年（昭和47年）5月 - 海上保安試験研究センターが発足する。
- 1990年（平成2年）4月 - 新庁舎の一部が完成。庁舎を横浜市から現在地へ移転する。
- 1991年（平成3年）3月 - 新庁舎が完成する。

## 組織
【出典】 海上保安試験研究センター 
- 所長
  - 企画調整官
  - 管理課
  - 交通技術課
  - 装備機材課
  - 電子情報分析課
  - 化学分析課
  - 科学捜査研究課